# La Vacquerie-et-Saint-Martin-de-Castries
La Vacquerie-et-Saint-Martin-de-Castries är en kommun i departementet Hérault i regionen Occitanien i södra Frankrike. Kommunen ligger i kantonen Lodève som tillhör arrondissementet Lodève. År 2022 hade La Vacquerie-et-Saint-Martin-de-Castries 202 invånare.

## Befolkningsutveckling
Antalet invånare i kommunen La Vacquerie-et-Saint-Martin-de-Castries
Referens:INSEE